# Pseudomystus stenomus
Pseudomystus stenomus es una especie de peces de la familia Bagridae en el orden de los Siluriformes.

## Morfología
Los machos pueden llegar alcanzar los 12 cm de longitud total.

## Distribución geográfica
Se encuentra desde Tailandia hasta Indonesia.